# Empoasca peregrina
Empoasca peregrina är en insektsart som beskrevs av Paul W. Oman 1936. Empoasca peregrina ingår i släktet Empoasca och familjen dvärgstritar.
Artens utbredningsområde är Peru. Inga underarter finns listade i Catalogue of Life.